# Tel Risim
Tel Risim (hebreiska: תל ריסים) är en höjd i Israel.   Den ligger i distriktet Norra distriktet, i den norra delen av landet. Toppen på Tel Risim är 106 meter över havet.
Terrängen runt Tel Risim är kuperad åt nordväst, men åt sydost är den platt. Terrängen runt Tel Risim sluttar söderut. Runt Tel Risim är det ganska tätbefolkat, med 80 invånare per kvadratkilometer. Närmaste större samhälle är Nasaret, 13,2 km öster om Tel Risim. Trakten runt Tel Risim består till största delen av jordbruksmark.